# Diadromus pimplarius
Diadromus pimplarius är en stekelart som beskrevs av Wesmael 1848. Diadromus pimplarius ingår i släktet Diadromus och familjen brokparasitsteklar. Arten är reproducerande i Sverige. Inga underarter finns listade i Catalogue of Life.